# Kraamzorg

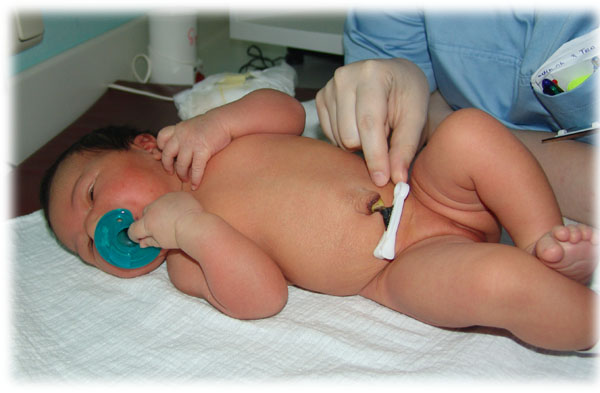
Verzorging navelstrengklem

Kraamzorg is geschoolde zorg voor, tijdens en na een bevalling voor de kraamvrouw en haar gezin. 
Een kraamverzorg(st)er biedt deze kraamzorg. Ze is in principe al enige uren voor een thuisbevalling aanwezig en assisteert dan de verloskundige of arts bij de geboorte. Na de bevalling is ze minimaal 24 en maximaal 80 uren in het gezin aanwezig ter ondersteuning van moeder en baby. 
De aard en omvang van de kraamzorg wordt in Nederland vastgesteld aan de hand van het Landelijk Indicatie Protocol Kraamzorg. De kraamverzorgster let op de gezondheid van moeder en baby en rapporteert indien nodig aan de verloskundige of arts. De belangrijkste taak is de verzorging van de moeder en de baby, het geven van voorlichting over bijvoorbeeld borstvoeding en het beantwoorden van vragen van de ouders. De verzorgende beschikt over een grote kennis op het gebied van babyverzorging. Ze probeert het zelfvertrouwen van de nieuwe ouders te versterken en te vergroten. Tevens doet ze licht huishoudelijk werk, ontvangt het bezoek en verzorgt zo nodig de overige gezinsleden.

## Geschiedenis
Eeuwenlang werd de kraamzorg door bakers gedaan. Dit waren in de praktijk geschoolde ervaren en toegewijde vrouwen, vaak gehecht aan oude beproefde methodes. De eerste cursussen voor bakers werden in 1900 opgezet. In 1923 werd er een commissie ingesteld die toezicht ging houden op de kwaliteit van de kraamverzorging. 